# Paolo Vivaldi
Paolo Vivaldi (Roma, 20 gennaio 1964) è un compositore italiano di colonne sonore.

## Biografia
Dopo un regolare corso di studi presso il conservatorio Santa Cecilia in Roma, si è diplomato in composizione nel 1985 con Teresa Procaccini. Dopo il diploma si è dedicato all'attività di arrangiatore e di compositore di colonne sonore per il cinema e la televisione. Spesso provvede all'orchestrazione delle sue composizioni e ne cura la direzione orchestrale durante la registrazione.

## Filmografia

### Cinema
- Banditi, regia di Stefano Mignucci (1995)
- La classe non è acqua, regia di Cecilia Calvi (1997)
- Facciamo fiesta, regia di Angelo Longoni (1997)
- Naja, regia di Angelo Longoni (1997)
- Donne in bianco, regia di Tonino Pulci (1998)
- Mi sei entrata nel cuore come un colpo di coltello, regia di Cecilia Calvi (1998)
- L'uomo della fortuna, regia di Silvia Saraceno (2000)
- Tornare indietro, regia di Vincenzo Badolisani (2002)
- Prima di andar via, regia di Filippo Gili (2004)
- Stai con me, regia di Livia Giampalmo (2004)
- Signora, regia di Francesco Laudadio (2004)
- The Torturer, regia di Lamberto Bava (2005)
- Non aver paura, regia di Angelo Longoni (2005)
- Viola fondente, regia di Fabio Simonelli – cortometraggio (2005)
- Iram, la città dalle alte colonne, regia di Davide Cincis – cortometraggio (2005)
- Libertas, regia di Veljko Bulajić (2006)
- Salvatore - Questa è la vita, regia di Gian Paolo Cugno (2006)
- Ghost Son, regia di Lamberto Bava (2006)
- Sweet Sweet Marja, regia di Angelo Frezza (2007)
- Il sorriso dell'ultima notte, regia di Ruggero Cappuccio (2007)
- Thy Kingdom Come, regia di Ilmar Taska (2008)
- Ultimi della classe, regia di Luca Biglione (2008)
- Side Effx, regia di Andrew Dymond e Jasen Nannini (2009)
- La bella società, regia di Gian Paolo Cugno (2010)
- Un giorno della vita, regia di Giuseppe Papasso (2011)
- Maternity Blues, regia di Fabrizio Cattani (2011)
- Mi ritroverai dentro di te, regia di Eitan Pitigliani – cortometraggio (2014)
- Non escludo il ritorno, regia di Stefano Calvagna (2014)
- Leone nel basilico, regia di Leone Pompucci (2014)
- Così parlò De Crescenzo, regia di Antonio Napoli – documentario (2015)
- Il sole è buio, regia di Giuseppe Papasso (2015)
- Metamorfosi, regia di Paolo Lipartiti – documentario (2015)
- Non essere cattivo, regia di Claudio Caligari (2015)
- I cantastorie, regia di Gian Paolo Cugno (2016)
- Un nuovo giorno, regia di Stefano Calvagna (2016)
- Brutti e cattivi, regia di Cosimo Gomez (2017)
- Il contagio, regia di Matteo Botrugno e Daniele Coluccini (2017)
- Lasciami per sempre, regia di Simona Izzo (2017)
- Il permesso - 48 ore fuori, regia di Claudio Amendola (2017)
- Quanto basta, regia di Francesco Falaschi (2018)
- Il nibbio, regia di Alessandro Tonda (2025)

### Televisione
- Madri, regia di Angelo Longoni – miniserie TV (1999)
- Vite a perdere, regia di Paolo Bianchini – film TV (2004)
- Part-Time, regia di Angelo Longoni – miniserie TV (2004)
- Posso chiamarti amore?, regia di Filippo Gili – miniserie TV (2004)
- Il bambino sull'acqua, regia di Paolo Bianchini – film TV (2005)
- De Gasperi - L'uomo della speranza, regia di Liliana Cavani – miniserie TV (2005)
- Un anno a primavera, regia di Angelo Longoni – miniserie TV (2005)
- Fratelli, regia di Angelo Longoni – film TV (2006)
- L'ultima frontiera, regia di Franco Bernini – miniserie TV (2006)
- La baronessa di Carini, regia di Umberto Marino – miniserie TV (2007)
- Exodus - Il sogno di Ada, regia di Gianluigi Calderone – miniserie TV (2007)
- La stella dei re, regia di Fabio Jephcott – film TV (2007)
- Rino Gaetano - Ma il cielo è sempre più blu, regia di Marco Turco – miniserie TV (2007)
- Il giorno, la notte. Poi l'alba, regia di Paolo Bianchini – film TV (2007)
- Ovunque tu sia, regia di Ambrogio Lo Giudice – film TV (2008)
- Don Zeno - L'uomo di Nomadelfia, regia di Gianluigi Calderone – miniserie TV (2008)
- Codice Aurora, regia di Paolo Bianchini – miniserie TV (2008)
- Einstein, regia di Liliana Cavani – miniserie TV (2008)
- David Copperfield, regia di Ambrogio Lo Giudice – miniserie TV (2009)
- Mal'aria, regia di Paolo Bianchini – miniserie TV (2009)
- Caldo criminale, regia di Eros Puglielli – film TV (2010)
- I cerchi nell'acqua, regia di Umberto Marino – miniserie TV (2011)
- Sarò sempre tuo padre, regia di Lodovico Gasparini – miniserie TV (2011)
- Viso d'angelo, regia di Eros Puglielli – miniserie TV (2011)
- Edda Ciano e il comunista, regia di Graziano Diana – miniserie TV (2011)
- Barabba, regia di Roger Young – miniserie TV (2012)
- L'olimpiade nascosta, regia di Alfredo Peyretti – miniserie TV (2012)
- K2 - La montagna degli italiani, regia di Robert Dornhelm – miniserie TV (2013)
- Adriano Olivetti - La forza di un sogno, regia di Michele Soavi – miniserie TV (2013)
- Baciamo le mani - Palermo New York 1958, regia di Eros Puglielli – serie TV (2013)
- Tutta la musica del cuore, regia di Ambrogio Lo Giudice – serie TV (2013)
- Gli anni spezzati, regia di Graziano Diana – miniserie TV (2014)
- Pietro Mennea - La freccia del Sud, regia di Ricky Tognazzi – miniserie TV (2015)
- Luisa Spagnoli, regia di Lodovico Gasparini – miniserie TV (2016)
- Boris Giuliano - Un poliziotto a Palermo, regia di Angelo Pasquini – miniserie TV (2016)
- Mentre ero via, regia di Michele Soavi – miniserie TV (2019)
- I ragazzi dello Zecchino d'Oro, regia di Ambrogio Lo Giudice – film TV (2019)
- Enrico Piaggio - Un sogno italiano, regia di Umberto Marino – film TV (2019)
- Permette? Alberto Sordi, regia di Luca Manfredi – film TV (2020)
- Rita Levi Montalcini, regia di Alberto Negrin – film TV (2020)
- Rinascere, regia di Umberto Marino – film TV (2022)[2]
- Giustizia per tutti, regia di Maurizio Zaccaro – miniserie TV (2022)[3]
- Tutto per mio figlio, regia di Umberto Marino – film TV(2022)
- Il Tempio della Velocità, regia di Tommaso Cennamo – documentario TV (2022)
- Filumena Marturano, regia di Francesco Amato – film TV (2022)
- Fernanda, regia di Maurizio Zaccaro – film TV (2023)
- Tina Anselmi - Una vita per la democrazia, regia di Luciano Manuzzi – docu-drama (2023)
- Maria Corleone, regia di Mauro Mancini – serie TV (2023-2025)
- Se potessi dirti addio, regia di Simona Izzo e Ricky Tognazzi – miniserie TV (2024)
- Com'è umano lui!, regia di Luca Manfredi – film TV (2024)
- Black Out - Le verità nascoste, regia di Fabio Resinaro e Nico Marzano – serie TV (2025)

## Riconoscimenti
- Premio Sonora 2007
- Premio Sonora 2008
- Premio Sonora 2010
- Premio Sonora 2011
- Premio Sonora 2012
- Premio "Colonnesonore.net" 2012 per Maternity Blues
- Premio Sonora 2014 per la fiction televisiva[4]
- Premio "Colonnesonore.net" 2016 per Non essere cattivo